# Platja dels Colls
La platja dels Colls és una petita platja natural del municipi de Vilanova i la Geltrú (Garraf), situada entre la platja de Sant Cristòfol, a ponent, i la punta Llarga, a llevant, que la separa de la platja del Belis, del municipi de Sant Pere de Ribes. Té una longitud de 17 metres i una amplada mitjana d'11 metres, formada per grava i còdols.
També se l'anomenava platja de Solicrup, pel fet de pertànyer els terrenys que la sobrepugen a la finca mercedària, fins al 1835, de Solicrup.